# کورکور دم‌قیچی
کورکور دم‌قیچی (نام علمی: Chelictinia riocourii)، همچنین به عنوان کورکور دم‌پرستویی آفریقایی یا کورکور دم‌چنگالی شناخته می‌شود، یک گونه پرنده‌ای شکاری ازیک سرده تک‌نمونه (نام علمی: Chelictinia) در خانواده بازان است. در نواحی استوایی شمالی آفریقا گسترده‌است.

## آرایه‌شناسی و رده‌بندی
این گونه در سال ۱۸۲۱ برای اثری از کونراد یاکوب تمینک به تصویر کشیده شد و در سال ۱۸۲۲ توسط Louis Vieillot توصیف شد. این کورکور با کورکورهای بال‌سیاه (Elanus) یا بادبادک بزرگتر آمریکایی دم‌پرستویی گروه‌بندی شده بود. در سال ۱۸۴۳ رنه لسون آن را به یک سرده جداگانه به نام Chelictinia اختصاص داد.
نام سردهٔ Chelictinia احتمالاً از واژهٔ یونانی χελιδών یا χελιδονι (chelidon)، به معنی پرستو با ικτινοσ (iktinos)، به معنی کورکور (بادبادک) گرفته شده‌است. لقب خاص riocourii به افتخار کنت ریوکور، آنتوان فرانسوا دو بوآ (Antoine François du Bois) «نخستین رئیس جمهور دربار سلطنتی نانسی و صاحب مجموعه‌ای زیبا از پرندگان» می‌پردازد. با این حال، برخی منابع به پسر او، آنتوان نیکولا فرانسوا، که معاصر ویلو بود، اشاره می‌کنند.

## ویژگی‌های ریخت‌شناسی
کورکور دم‌پرستویی یک بادبادک کوچک و باریک خاکستری و سفید با نوک نسبتاً ضعیف، سر پهن، بال‌های نوک‌تیز بلند و دمی عمیقاً چنگال‌دار است. بالغان عموماً در بالا خاکستری کم‌رنگ و در پایین سفید، با پیشانی سفید و لکه‌های سیاه در اطراف چشم هستند. در هنگام پرواز، پرهای پرواز مایل به خاکستری تیره با لبه‌های زیرین بال درونی تضاد دارند، همچنین یک نوار مشکی آشکار در سراسر مچ دست وجود دارد. جوجه‌ها در قسمت پشت تیره‌تر هستند با لبه‌های حنایی تا پرها و در زیر آن کرم‌تر هستند. این پرنده پروازی مانند پرستودریایی و به‌طور متناوب شبیه یک دلیجه در با درجا بال‌زنی می‌کند. چشمان قرمز بالغان نیز از ویژگی‌های متمایز است.

## پراکندگی و زیستگاه
این گونه در ساوانای خشک منطقه ساحل آفریقا زندگی می‌کند و عمدتاً در نواری بین ۸ تا ۱۵ درجه شمالی که از سنگال در ساحل غربی تا سودان در شرق امتداد دارد، وجود دارد. در اتیوپی و کنیا نیز جمعیت‌های زادآور هستند. "
این پرنده در بسیاری از کشورها، از جمله: بنین، بورکینافاسو، کامرون، جمهوری آفریقای مرکزی، چاد، ساحل عاج، جیبوتی، اریتره، اتیوپی، گامبیا، غنا، کنیا، لیبریا، مالی، موریتانی، نیجر، نیجریه، سنگال، سومالی، سودان، توگو، اوگاندا و همچنین در یمن یافت می‌شود.

## رفتار و بوم‌شناسی
در زمان زادآوری کورکور دم‌قیچی به‌طور عمده از سقنقور و دیگر مارمولک‌ها، و همچنین از مارهای کوچک، جوندگان و بندپایان تغذیه می‌کند. معمولاً روی بال شکار می‌کند و گهگاه به تعقیب حشرات می‌پردازد که در اثر آتش‌سوزی علف‌ها برشته شده‌اند. هنگامی که موریانه‌ها پدیدار می‌شوند یا ملخ‌ها ازدحام می‌کنند، ممکن است کورکورهای دم‌قیچی جمع شوند. گله‌های تنک با گاوها ارتباط برقرار می‌کنند و بلافاصله بالای سرشان پرواز می‌کنند و هر حشره‌ای را که می‌پرد را شکار می‌کنند.
آنها در کلنی‌های تنک تا ۲۰ جفت زادآوری می‌کنند، اگرچه این کار را به صورت تک‌جفتی عمدتاً در ماه می تا آگوست انجام می‌دهند، اما در ماه‌های دسامبر تا فوریه در غرب و مارس- ژوئن یا آگوست در کنیا تولیدمثل می‌کنند. یک آشیانه چوبی کوچک روی آکاسیا یا بوته خاردار در فاصله ۲ تا ۸ متری از زمین ساخته می‌شود. این آشیانه اغلب در نزدیکی لانه یک شکارچی بزرگ مانند مرغ دبیر یا عقاب مارخور قهوه‌ای، و گاهی اوقات نزدیک به ساختمان‌ها عقاب مارخور قهوه‌ای قرار می‌گیرد.

## وضعیت
این گونه در برابر تخریب زیستگاه و آفت‌کش‌ها آسیب‌پذیر است. با این حال، به نظر می‌رسد که جمعیت‌ها به‌رغم کاهش در برخی از بخش‌های محدوده، به صورت محلی فراوان هستند.